# Smukleń pryskacz
Smukleń pryskacz (Copella arnoldi) – gatunek słodkowodnej ryby kąsaczokształtnej z rodziny smukleniowatych (Lebiasinidae). Bywa hodowany w akwariach.

## Zasięg występowania
Dorzecza Amazonki i Orinoko.

## Charakterystyka
Ciało wydłużone, grzbiet ciemny, brzuch w żółtawym kolorze. 
Dorasta do 8 cm długości.

## Dymorfizm płciowy
Samce większe od samic i z dłuższymi płetwami. W dolnej części płetwy grzbietowej widoczna jest biała plama. 

## Rozmnażanie
Ikra składana jest i zapładniana podczas skoków ponad powierzchnią wody, na wcześniej upatrzone miejsce. Samica składa przy każdym skoku do 12 jaj. Łączna liczba składanej ikry waha się do 125 szt. Czas trwania tarła wynosi około 90 minut. Opiekę nad zapłodnioną ikrą przejmuje samiec, który mocnymi ruchami swego ogona doprowadza do spryskiwania jej wodą.